# K League Junior
Die K League Junior ist die Nachwuchsliga der K League. An der Liga dürfen nur ausschließlich K-League-Vereine teilnehmen.

## Geschichte
Gegründet wurde die Liga 2008 mit dem Ziel, die Jugendmannschaften unter Profibedingungen zu fördern. Die Liga startete 2008 mit 8 Jugendmannschaften und ist bis 2018 auf alle 24 K-League-Jugendvereine angewachsen. Von 2008 bis 2014 wurden die Spielzeiten in Hin- und Rückrunde ausgetragen. Dabei nahmen die besten 6 Mannschaften der K League Junior jährlich am A-Jugend-Vereinspokal teil. 2015 wurde der Ligamodus in eine aufgeteilte Hin- und Rückrunde durchgeführt, an der die besten 8 Mannschaften der Liga, am A-Jugend-Vereinspokal teilnehmen.
Von 2008 bis 2011 war SBS der Ligasponsor und die Liga nannte sich in dem Zeitraum SBS High School Club Challenge League. Seit 2012 sponsert Adidas die Liga und von 2012 bis 2013 hieß die Liga Adidas All In Challenge League. 2014 wurde die Liga in K League Junior umbenannt und trägt seitdem mit Adidas als Ligasponsor den Namen Adidas K League Junior.

## Mitglieder
| Mitglieder              | Stadt      | Heimstätte                              | Trainer           |
| ----------------------- | ---------- | --------------------------------------- | ----------------- |
| Ansan Greeners FC       | Ansan      | Ansan-Jugendsportplatz B                | Keine Information |
| Asan Mugunghwa FC       | Asan       | Asan-Sportpark                          | Keine Information |
| FC Anyang               | Anyang     | Seoksu-Sportpark                        | Lee Sun-uh        |
| Bucheon FC 1995         | Bucheon    | Bucheon-Sportturnhalle                  | Kim Han-uh        |
| Busan IPark             | Busan      | Kaeseong-Highschool-Sportplatz          | Ko Byeong-un      |
| Daejeon Citizen         | Daejeon    | Chungnam-Mechanik-Highschool-Sportplatz | Park Cheol        |
| Daegu FC                | Daegu      | Hyeonpung-Highschool-Sportplatz         | Baek Yeong-cheol  |
| Gangwon FC              | Gangwon-do | Gangwon-Jeil-Highschool-Sportplatz      | Sim Sang-seok     |
| Gwangju FC              | Gwangju    | Keumho-Highschool-Sportplatz            | Choi Su-yeong     |
| Gyeongnam FC            | Changwon   | Jinju-Mudeok-Fußballplatz               | Jo Jeong-hyeon    |
| Incheon United          | Incheon    | Songdo-LNG-Sportplatz                   | Jeon Jae-ho       |
| Jeju United             | Jeju-si    | Geolmae-Sportplatz B                    | Han Dong-jin      |
| Jeonbuk Hyundai Motors  | Jeonju     | Keumsan-Middleschool-Sportplatz         | Ahn Jae-seok      |
| Jeonnam Dragons         | Gwangyang  | Songjuk-Sportplatz                      | Kim In-wan        |
| Pohang Steelers         | Pohang     | POSCO-Kunstrasen-Sportplatz             | Yun Heui-jun      |
| Sangju Sangmu FC        | Sangju     | Sangju-Nationales-Sportcenter           | Kim Ho-yeong      |
| Seongnam FC             | Seongnam   | Tancheon-Stadion                        | Ku Sang-beom      |
| FC Seoul                | Seoul      | Osan-Highschool-Sportplatz              | Jeong Sang-nam    |
| Seoul E-Land FC         | Seoul      | Hannam-Stadion                          | Yun Dae-seong     |
| Suwon FC                | Suwon      | Suwon-Ersatzstadion                     | Kim Myeong-gon    |
| Suwon Samsung Bluewings | Suwon      | Suwon-World-Cup-Ersatzstadion           | Ju Seung-jin      |
| Ulsan Hyundai           | Ulsan      | Ulsan-Munsu-Ersatzstadion               | Park Ki-uk        |

## Ehemalige Mitglieder
| Team               | Von  | Bis  | aktueller Stand |
| ------------------ | ---- | ---- | --------------- |
| Gwangju Sangmu FC  | 2008 | 2010 | aufgelöst       |
| Goyang Zaicro FC   | 2013 | 2016 | aufgelöst       |
| Ansan Mugunghwa FC | 2016 | 2016 | aufgelöst       |
| Chungju Hummel FC  | 2013 | 2016 | aufgelöst       |

## Meister der K League Junior
| Team                    | Meisterschaft(en)                                 | Vize-Meisterschaft(en)             |
| ----------------------- | ------------------------------------------------- | ---------------------------------- |
| Ulsan Hyundai           | 2008, 2015-HR, 2016-HR, 2016-RR, 2017-HR, 2017-RR | 2010, 2015-RR                      |
| Pohang Steelers         | 2011, 2012, 2013, 2015-RR                         | 2015-HR, 2016-HR, 2016-RR, 2017-HR |
| Suwon Samsung Bluewings | 2010, 2012, 2016-RR, 2017-HR                      | -                                  |
| Incheon United          | 2015-HR, 2015-RR                                  | , 2016-RR                          |
| FC Seoul                | 2009                                              | , 2015-HR, 2016-HR, 2017-HR        |
| Gwangju FC              | 2014                                              | 2012, 2017-RR                      |
| Jeonnam Dragons         | –                                                 | 2008, 2009, 2014                   |
| Jeonbuk Hyundai Motors  | –                                                 | 2011, 2012                         |
| Jeju United             | –                                                 | 2015-RR                            |
| Busan IPark             | –                                                 | 2013                               |